# Sergio Mancinelli
Sergio Mancinelli (n. 10 decembrie 1956, Roma, Italia) este un jurnalist și moderator de televiziune italian.